# Jari Tuominen
Jari Tuominen est un joueur finlandais de volley-ball né le 11 septembre 1986. Il mesure 2,00 m et joue réceptionneur-attaquant. Il totalise 4 sélections en équipe de Finlande.

## Clubs
| Club                 | De        | À         |
| -------------------- | --------- | --------- |
| Nurmon Jymy          | 2004-2005 | 2004-2005 |
| Keski-Savon Pateri   | 2005-2006 | 2005-2006 |
| Vammalan Lentopallo  | 2006-2007 | 2008-2009 |
| Acqua Paradiso Monza | 2009-2010 | 2009-2010 |